# شرک (بازی ویدیویی)
شرک یک بازی ویدئویی پلتفرمی است که در سال 2001 توسط Digital Illusions Canada توسعه یافت و توسط TDK Mediactive برای ایکس باکس بر اساس فیلم Shrek در سال 2001 منتشر شد. این بازی در 15 نوامبر 2001 به عنوان یکی از 22 عنوان راه اندازی آمریکای شمالی برای ایکس باکس و 29 مارس 2002 در اروپا منتشر شد. نسخه بازسازی شده بازی با عنوان Shrek: Extra Large در 30 اکتبر 2002 برای GameCube در آمریکای شمالی و در 24 اکتبر 2003 در اروپا منتشر شد. Shrek: Extra Large از موتور و مکانیک های بازی مشابه نسخه اصلی Xbox استفاده می کند، اما با داستان تغییر یافته و سطوح مختلف.
در حالی که این یک موفقیت تجاری بود، شرک پس از انتشار عموماً نقدهای منفی دریافت کرد و انتقادات به گیم پلی و صدای آن وارد شد.

## گیم پلی
به عنوان شخصیت اصلی شرک، بازیکن اهدافی به نام «کارهای خوب» را در مناطق مختلف که در یک جهان کتاب داستان قابل دسترسی هستند، تکمیل می کند. شرک می‌تواند راه برود، بدود، بپرد و از طریق سطوح سکوی پرش به دیوار بپرد و می‌تواند با مشت، لگد، پرتاب یا استفاده از باد شکم دشمنان را تحت سلطه خود درآورد. دشمنان سعی می کنند به شرک آسیب وارد کنند و بازیکن می تواند با جمع آوری قلب ها سلامت شرک را بازیابی کند. اگر شرک از مشت‌ها، لگدها یا گازهای شکمی زیادی استفاده کند که با خوردن پیاز قدرت استفاده از آن‌ها را به دست می‌آورد، می‌تواند موقتاً مات و مبهوت شود. اگر بازیکن به اندازه کافی فلفل چیلی جمع کند، می توان از گازهای انفجاری به عنوان سلاح استفاده کرد. برخلاف بازی های دیگر، دشمنان را فقط می توان ناک اوت کرد و نمی میرند یا دوباره تخم ریزی نمی کنند. اهداف شرک ممکن است نیاز به پرش از پلت فرم و پرش از دیوار برای رسیدن به منطقه مورد نیاز بازی داشته باشد.

## طرح
به دنبال روایتی کاملاً متفاوت از فیلم همنام که بر اساس آن ساخته شده است، «شرک» قرار است «ادامه» داستان فیلم باشد که پس از [[شرک] اتفاق می افتد. (شخصیت)|شخصیت عنوان]] تصمیم گرفته است تا باتلاق خود را دوباره به دست آورد و به یک قهرمان "عملی" برای موجودات افسانه تبدیل شود. شرک پیامی توسط آینه جادویی دریافت می کند که همسرش پرنسس فیونا توسط او اسیر شده است. یک جادوگر شیطانی، مرلین. شرک باید به قلعه شیطان محض برج تاریک مرلین سفر کند، اما مه غیر قابل عبوری در سرتاسر سرزمین های افسانه قرار گرفته است. مه و قلعه مرلین را می توان از طریق تکمیل کارهای خوب عبور داد. The Magic Mirror کتابی از کارهای خوب را به شرک می دهد و به او پیشنهاد می دهد تا او را به مکان هایی که اعمال خیر مورد نیاز است انتقال دهد.

## توسعه
در 20 دسامبر 2000، TDK Mediactive قراردادی پنج ساله با DreamWorks SKG برای تولید بازی های ویدیویی بر اساس مجوز شرک امضا کرد. برنامه پس از امضا این بود که عنوان Game Boy همزمان با اکران فیلم منتشر شود و بازی دیگری برای "یک پلتفرم نسل بعدی" در سه ماهه چهارم سال 2001 منتشر شود.

## References
1. ↑  "Shrek sur Xbox". Jeuxvideo.com (به فرانسوی). Archived from the original on 2023-12-07. Retrieved 2023-12-07.
2. ↑  "Shrek". Chipsworld. Archived from the original on June 21, 2002. Retrieved December 6, 2023.
3. ↑  الگو:نقل به وب

## External links
- الگو:Mobygames

الگو:Digital Illusions